# Dominika Chorosińska
Dominika Chorosińska, (née Figurska en 1978 à Elbląg) est une actrice et femme politique polonaise. Elle a été ministre de la Culture et du Patrimoine du gouvernement Morawiecki III.

## Biographie
Dominika a été étudiante à l'École nationale supérieure de théâtre Ludwik-Solski.
Elle a été élue aux 9e et 10e Diète de la république de Pologne et ministre en novembre et décembre 2023 .

### Théâtre
Michał théâtre : PWST, Cracovie
- 2000, Hamlet de William Shakespeare dans le rôle d'Ophélie
- 2001, Comme il vous plaira de William Shakespeare dans le rôle de Phébé

### Filmographie
- Premier Amour.
- Smolensk.
- Le Père Mateusz.